# MK 103
Maschinenkanone 103 (MK. 103) — немецкая 30-мм автоматическая авиационная пушка времён Второй мировой войны.

## Описание
Одна из самых мощных и эффективных немецких автоматических пушек. Автоматика основана на смешанном принципе: отпирание канала ствола и взведение затвора осуществлялось за счёт энергии пороховых газов, отводимых через боковой канал в стволе, а работа механизма подачи — за счёт энергии откатывающегося ствола.
Запирание канала ствола производилось продольно скользящим затвором с боевыми упорами, разводящимися в стороны. Питание автомата снарядами ленточное. Лента двигалась слева направо. Накатники затвора и ствола пружинные. Тормоз отката сухого трения.

## Боеприпасы
Для стрельбы использовались патроны 30×184 мм B следующих типов:
- с осколочно-трассирующим снарядом массой 440 г, содержащим 28 г взрывчатого вещества;
- с фугасным снарядом массой 320 г, содержащий 100 г взрывчатого вещества;
- с бронебойно-трассирующим массой 530 г, содержащий 15 г взрывчатого вещества;
- с бронебойно-зажигательным трассирующим массой 455 г, содержащим 5 г взрывчатого вещества и 6 г зажигательного состава;
- с бронебойным подкалиберным снарядом массой 355 г Начальная скорость снаряда составляла 960 м/с.

Стальная гильза длиной 182 мм с электрозапальной втулкой и пояском. Для подкалиберных снарядов применялась латунная гильза. Метательный заряд для осколочного снаряда массой 440 г- 107 г, для фугасного снаряда массой 320 г. — 110 г, для бронебойного снаряда массой 530 г — 97 г, для подкалиберного снаряда — 115 г, вес патронов от 778 г до 935 г

## История
В конце 30-х годов фирма Rheinmetall-Borsig сконструировала 30-мм автоматическую авиационную пушку MK. 101. Фугасные снаряды наносили фатальный ущерб всевозможным летательным конструкциям, бронебойные и подкалиберные снаряды могли уничтожать лёгкую бронетехнику и ДОТ, были отмечены хорошие баллистические свойства, орудие имело большие размеры и массу по сравнению с другими авиационными пушками. Также обладало низкой скорострельностью и большой отдачей. Все это сделало невозможным использование пушки одномоторными истребителями. 
Орудие было выпущено очень ограниченной партией. Тем не менее, испытания показали, что пушка способна успешно бороться с бронетехникой, в результате чего она была усовершенствована. Так, в начале 1942 года появилась её модификация под названием MK. 103. Главный акцент был сделан на снижение массы до 145 кг, а размеры были уменьшены до 2335 мм, также увеличилась скорострельность, составлявшая 380 выстрелов в минуту. 
По сравнению с устаревшим аналогом, пушка была существенно переработана и, по сути, являлась самостоятельной конструкцией, так как изменилась её автоматика. Ранее она базировалась на основе короткого отката ствола, но в новой конструкции был использован смешанный тип, где отпирание канала ствола и взведение затвора осуществлялось за счет энергии пороховых газов, отводимых через боковой канал в стволе, а работа механизма подачи — за счет энергии откатывающегося ствола. 
На ранних этапах развития оружия спусковой механизм пушки был электрическим, однако такая конструкция не отличалась безопасностью и была заменена на электропневматический механизм. Одним из главных новшеств была конструкция продольно-скользящего затвора с боевыми упорами, разводящимися в стороны.
Для стрельбы использовались те же боеприпасы, что и на MK. 101: 30 х 184 мм В. Но, как сообщают некоторые[какие?] источники, гильзу перерабатывали на латунную или стальную обязательно с медным покрытием для электропроводности. Питание было ленточным, патроны поступали с правой стороны орудия, ёмкость ленты составляла 100 снарядов.
Основная масса выпущенных орудий была установлена на штурмовики Hs. 129B-2/R-2, пушка по-прежнему не могла использоваться истребителями, так как отдача даже с дульным тормозом составляла 2 тонны в течение 10 мс. Помимо штурмовиков, пушка МK. 103 ограниченно использовалась на тяжёлых истребителях Me. 410 B-2/U-2, на которых демонтировались курсовые пулемёты, и в бомбовом отсеке монтировался подвесной контейнер с двумя пушками. Так же устанавливалась на некоторые модификации Heinkel He. 219 Uhu.
В конце войны были разработаны опытные образцы с облегчённой конструкцией, модификация получила название МK. 103М. Была изменена конструкция дульного тормоза, усилен буфер и применён облегчённый ствол с более тонкими стенками. Считалось, что данная модификация будет устанавливаться в развале цилиндров двигателя самолёта.
Также МK. 103 вооружалась экспериментальная ЗСУ Kugelblitz. Кроме проекта «Kugelblitz» существовали и импровизированные установки пушек МK. 103 на шасси Flakpanzer 38(t), в котором 20-мм пушки меняли на МK. 103. Один такой экземпляр использовали во время подавления Пражского восстания в мае 1945 года.